# Bardstown
Bardstown város az USA Kentucky államában. Lakosainak száma 13 567 fő (2020. április 1.).

## Népesség
A település népességének változása:

| 2010 | 11 700 |
| 2020 | 13 567 |